# Garner (Iowa)
Garner è una città degli Stati Uniti d'America, situata nello Stato dell'Iowa, nella Contea di Hancock, della quale è il capoluogo.